# Stăuini, Alba
Stăuini este un sat în comuna Vințu de Jos din județul Alba, Transilvania, România. La recensământul din 2002 avea o populație de 54 locuitori.